# Éditions Fasquelle
Éditions Fasquelle fue una antigua editorial francesa ubicada en el número 11 de la calle de Grenelle, en París . Fue fundada por Eugène Fasquelle en 1896 como sucesora de ediciones Charpentier & Fasquelle, que a su vez sucedieron a la librería Charpentier. Se fusionaron en 1959 con ediciones Éditions Grasset.

## Historia

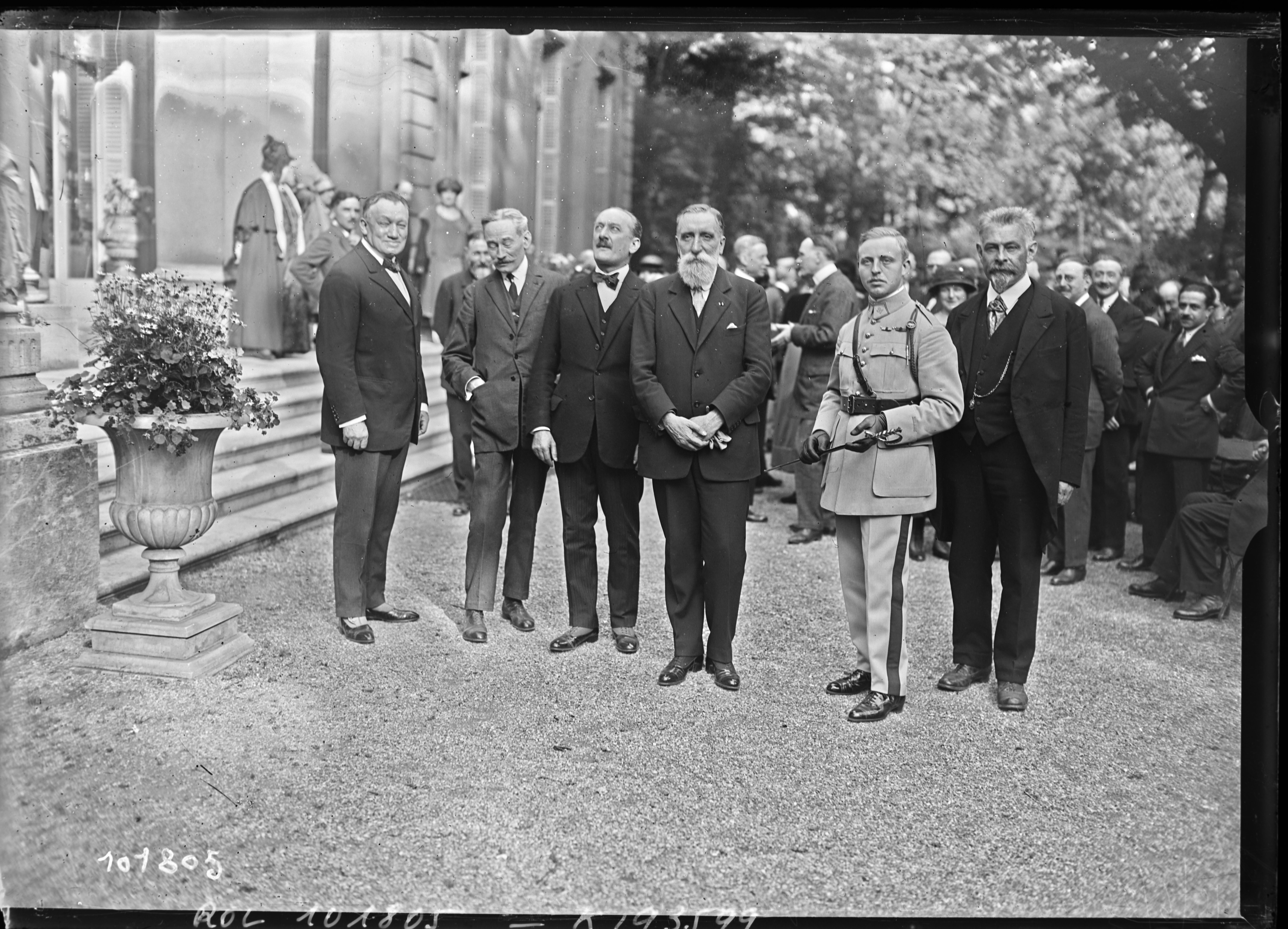
Fotografía tomada en 1926 de algunas personalidades del mundo de las letras (de izquierda a derecha): Eugène Fasquelle, Jules Perrin, Maurice Renard, Georges Lecomte, Louis-Lucien Hubert y Eugène Morel.

Eugène Fasquelle  se incorporó en 1886 como secretario de la librería Charpentier, entonces dirigida por Georges Charpentier, hijo del fundador, Gervais Charpentier. La pequeña editorial publicaba a autores como Flaubert, Zola, Maupassant, Mirbeau, Alphonse Daudet …
Eugène Fasquelle se casó en 1887 con la hija del editor Charles Marpon, socio de Ernest Flammarion. Estos dos últimos tienen partes importantes en el caso de Charpentier. A la muerte de su suegro en 1890, Eugène Fasquelle se convirtió en socio de Georges Charpentier.
En 1951 le sucedió el hijo de Eugène Fasquelle, Charles; luego, en 1954, su nieto, Jean-Claude Fasquelle.
En 1959, las ediciones Fasquelle se fusionaron con las ediciones Grasset.